# Boorama
Boorama (arab. بورمه = Burama) – miasto w Somalii, na terenie Somalilandu. Według danych szacunkowych na rok 2005 liczy 82 921 mieszkańców. Położone w suchym górzystym regionie, blisko granicy z Etiopią.
Znajduje się tu szpital zajmujący się chorymi na gruźlicę, założony przez Annalenę Tonelli, która w 2003 została nagrodzona Nansen Refugee Award i jeszcze tego samego roku została zamordowana przez islamskiego bojówkarza w tym właśnie szpitalu.
Borama mieści także siedzibę jedynej w Somalilandzie szkoły dla głuchych. Szkoła zapewnia dzieciom nauczania do drugiego stopnia. Ze względu na brak takich placówek, cieszy się dużym zainteresowaniem tak w Somalii, jak i spoza kraju.